# Світле Різдво
«Світле Різдво» (англ. White Christmas, дослівно Біле Різдво) — американський музичний фільм 1954 року режисера Майкла Кертіса створений з використанням технології «техніколор». Це перший фільм, який випустила і розповсюджувала кінокомпанія Paramount Pictures, що вийшов у широкоекранному форматі «віставіжн» (VistaVision), для якого використовують плівку з кадрами вдвічі більшої площі, ніж у стандартної 35-мм плівки.
Фільм не просто різдвяний мюзикл, це двогодинна барвиста музична комедія з піснями та іскрометними танцями, в якій зіграли талановиті актори Бінг Кросбі, Денні Кей, Розмарі Клуні та Віра-Еллен.

## Сюжет

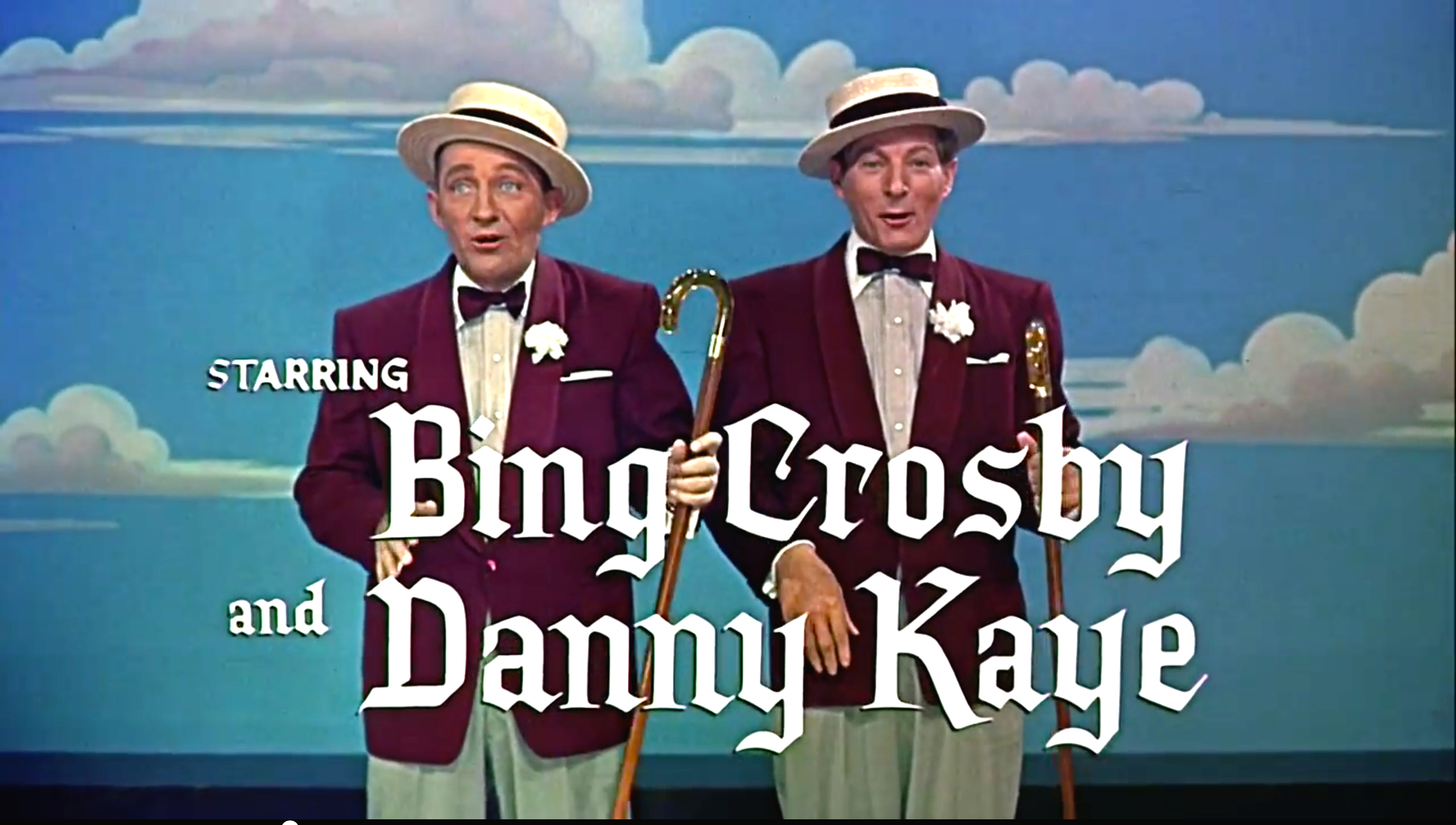

Капітан Боб Воллес (Бінг Кросбі) та рядовий Філ Девіс (Денні Кей) під час Другої світової війни служили у підрозділі, яким командував генерал Томас Вейверлі (Дін Джаггер), де брали участь у художній самодіяльності. Після закінчення війни вони створили пісенно-танцювальний колектив, який швидко став популярним. Одного разу доля звела їх з двома сестрами-співачками — Бетті (Розмарі Клуні) та Джуді (Віра-Еллен), які на Різдвяні свята повинні за контрактом їхати виступати у готелі «Коламбія» у «засніженому Вермонті». І хоч Боб і Філ мають зовсім інші плани, та обставини складаються так, що друзі теж вирушають до того ж готелю…

## Ролі виконують
- Бінг Кросбі — Боб Воллес
- Денні Кей — Філ Девіс
- Розмарі Клуні — Бетті Гейнс
- Віра-Елен — Джуді Гейнс
- Дін Джаггер — генерал-майор Том Вейверлі

## Навколо фільму
- Пісня «Біле Різдво», назва якої збігається з оригінальною назвою фільму, Кросбі співає ще у двох фільмах: «Святковий готель "Голідей"» (Holiday Inn, 1942), та «Синє небо»[en] (Blue Skies, 1946).
- Попри те, що Бетті грала роль старшої з сестер Гейнс, Розмарі Клуні насправді була на сім років молодшою від Віри-Еллен у реальному житті.
- Телевізійна камера в сцені шоу Еда Гаррісона справжня (класична монохромна).